# Grande Rocheuse
La Grande Rocheuse (4.102 m) es una montaña en los Alpes, en el macizo del Mont Blanc, Alpes Grayos. Se encuentra en el departamento francés de la Alta Saboya.
La montaña forma parte de la Cadena de la Aiguille Verte y se encuentra entre la Aiguille Verte y la Aiguille du Jardin.
Se puede ascender a la cima partiendo desde el Refugio de Couvercle (2.687 m) y ascendiendo el couloir Whymper, el mismo que lleva a la cima de la Aiguille Verte.
Según la clasificación SOIUSA, la Grande Rocheuse pertenece:
- Gran parte: Alpes occidentales
- Gran sector: Alpes del noroeste
- Sección: Alpes Grayos
- Subsección: Alpes del Mont Blanc
- Supergrupo: Macizo del Mont Blanc
- Grupo: Cadena de la Aiguille Verte
- Subgrupo: Grupo Aiguille Verte-Aiguilles du Dru
- Código: I/B-7.V-B.5.c/a